# USS Noa (DD-343)
Pour les autres navires du même nom, voir USS Noa.
L'USS Noa (DD-343/APD-24) est un destroyer de classe Clemson mis en service dans l'United States Navy peu après la Première Guerre mondiale. Il est le premier navire nommé en l'honneur de l'aspirant Loveman Noa (1878–1901).
Sa quille est posée le 18 novembre 1918 au chantier naval Norfolk Naval Shipyard de Portsmouth, en Virginie. Il est lancé le 28 juin 1919 ; parrainée par Mme Albert Morehead, et mis en service le 15 février 1921.

## Historique
Après sa mise en condition au large de Charleston, il participe à des manœuvres d’entraînements au large de la côte atlantique. En mai 1922, il rejoint et opère au sein de l'Asiatic Fleet jusqu'en 1928. Le 27 février 1927, le Noa arrive à Nanjing, en Chine, pour protéger les intérêts américains pendant la guerre civile. À son retour aux États-Unis le 14 août 1929, il rejoint le chantier naval de Mare Island pour une révision avant d'être affecté le long de la côte ouest. Pendant cinq ans, il opère depuis San Diego en tant qu'unité de la Battle Fleet. À la fin de l'année 1929, le Noa accompagne les porte-avions Langley et Saratoga au large de la côte californienne, prenant également part aux exercices de la flotte de 1930 à 1934. Il est désarmé le 11 novembre et placé en réserve.
Après quelques modifications (ajout d'un hydravion, modifications de son armement...), le destroyer flush deck, remis en service en avril 1940, effectue plusieurs missions expérimentales tout en effectuant des opérations de formation d’aspirants à Annapolis, dans le Maryland.
En 1943, pendant la Seconde Guerre mondiale, il est converti en destroyer de transport et rebaptisé APD-24. Déployé pendant la guerre du Pacifique, il assure cette tâche jusqu'à son naufrage en septembre 1944, après une collision avec le destroyer USS Fullam. Aucun membre d'équipage ne fut tué.

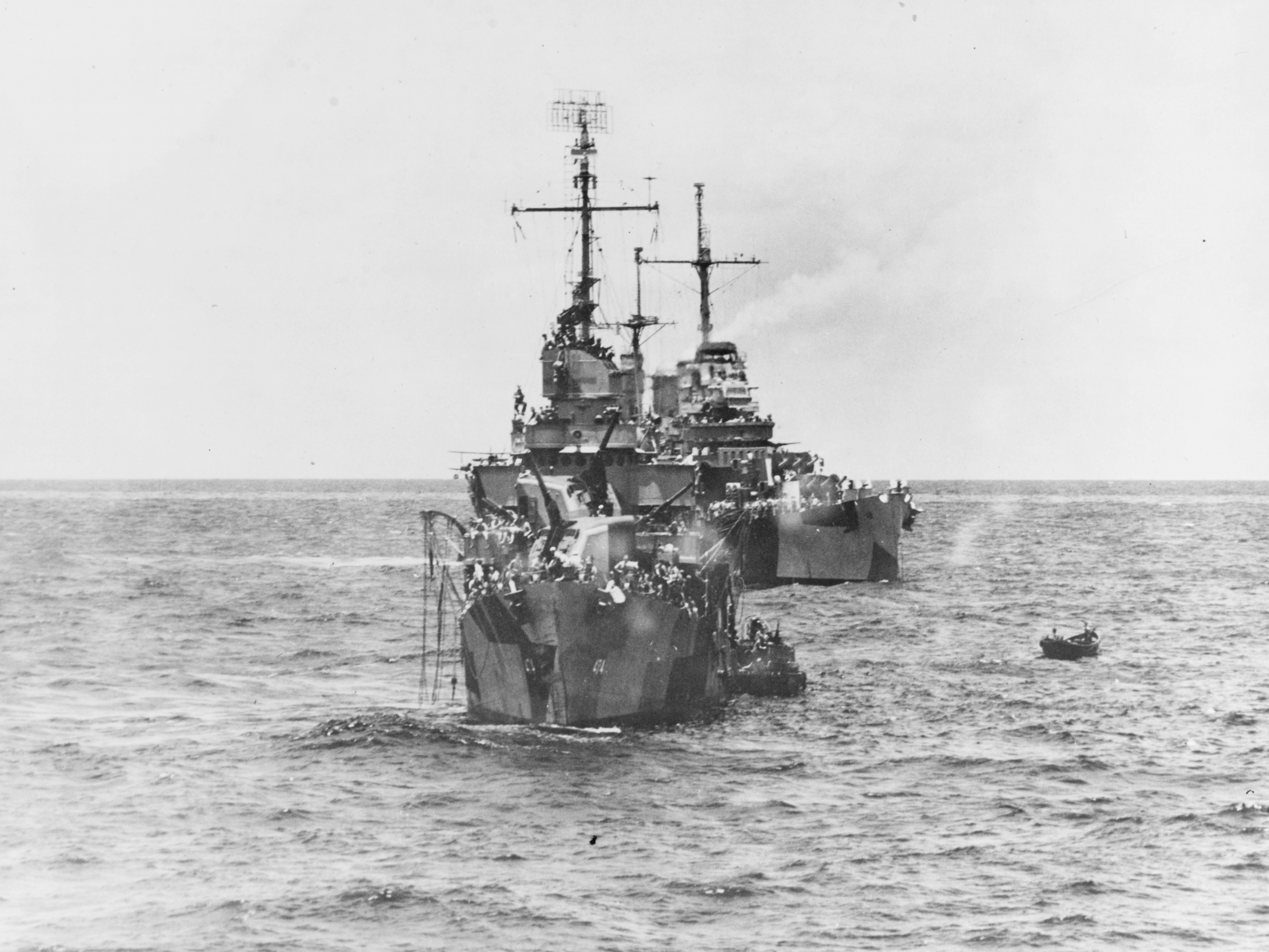
Le Fullam secourant l'équipage du Noa après leur collision le 12 septembre 1944.

## Décorations
Le Noa a reçu la Yangtze Service Medal et cinq battles star pour son service en Chine et pendant la Seconde Guerre mondiale.